# Dundra
Dundra è il dio luna degli Zingari norvegesi.
Anticamente, quando abitavano ancora nella loro madrepatria in India, gli Zingari veneravano un dio lunare chiamato Dundra, il cui potere raggiungeva il suo massimo durante il periodo della luna nuova. Secondo il mito, Dio mandò sulla terra suo figlio, Dundra, in forma umana per insegnare agli uomini le leggi. Quando terminò il suo compito Dundra salì sulla luna e cambiò il nome in Alako (dal finnico alakuu, "luna calante").
Da allora Dundra/Alako divenne il protettore del popolo zingaro e quando uno di loro muore, il dio accompagna la sua anima fin sulla luna. Secondo il mito, un giorno Alako tornerà sulla terra e riporterà gli Zingari nella loro madrepatria originaria, in India.
Il dio Alako fu venerato fino alla fine del XIX secolo, raffigurato in piccoli idoli di pietra come un uomo che tiene una piuma nella mano destra e una spada nella sinistra.